# Aetas Ovidiana
La denominazione latina di Aetas Ovidiana (età ovidiana), nata in ambito scientifico, racchiude un paradigma interpretativo di una peculiare stagione della letteratura medievale europea in latino e in volgare che fiorì nella temperie culturale di quell'epoca di grande fermento che viene denominata Rinascimento del XII secolo. L'individuazione dei caratteri culturali che definiscono l'età ovidiana si deve al filologo classico tedesco Ludwig Traube (1861-1907). La stessa espressione, "Aetas Ovidiana", è una parola d'autore coniata da Traube.

## Paradigma culturale
Con questa espressione, Ludwig Traube intendeva individuare un carattere connotante della stagione vissuta dalla letteratura latina europea nei secoli XII e XIII (con riferimento, soprattutto, al XII secolo), vale a dire l'influenza profonda esercitata dalla poetica di Ovidio. Traube elaborò il concetto in una serie di lezioni introduttive e preparatorie al corso, appena istituito, di letteratura latina medievale (la prima cattedra universitaria nel suo genere). La caratterizzazione "ovidiana" del periodo della rinascita del XII secolo faceva seguito alla Aetas Vergiliana che aveva connotato la rinascita carolingia (VIII-X secolo), e alla Aetas Horatiana dei secoli X e XI. In seguito, la portata cronologica della età ovidiana sarebbe stata modificata, traslata o ampliata, rispetto all'idea originaria di Traube, finendo per indicare, in maniera meno rigorosa e più generica, l'intero periodo tardomedievale (che fu attraversato dalla riscoperta poetica di Ovidio), includendovi, a seconda dei casi, anche l'Umanesimo quattrocentesco. William Anderson, ad esempio, parla della aetas ovidiana come di un periodo di fioritura che va dalla fine dell'XI secolo fino alle prime edizioni a stampa di Ovidio nella seconda metà del Quattrocento (l'editio princeps di Ovidio è in genere collocata al 1471, con l'incunabulo edito a Bologna da Francesco Dal Pozzo, detto Franciscus Puteolanus, per i tipi dello stampatore Baldassarre Azzoguidi, sotto il titolo di Ovidii Opera a Francisco Pùteolano recognita, Bononiae, B. Azzoguidi, 1471).

### Influenza di Ovidio sulla letteratura medievale
Nel XII secolo si staglia con evidente potenza un fenomeno culturale di ricezione della poetica di Ovidio che incise in modo profondo sulla sensibilità letteraria dell'epoca, seppur attraverso modi di trasposizione che Henri Marrou definisce "paradossali". Tuttavia, lo stesso Marrou ha inteso sottolineare quanto sarebbe riduttivo ogni tentativo di inscrivere tutta l'originalità multiforme del XII secolo entro i confini troppo angusti di questa e altre formule definitorie: "aetas Ovidiana è stato detto il secolo XII, tra tante altre definizioni, nessuna delle quali ne esaurisce la ricchezza". Marrou sottolinea, ad esempio, la complessità della "concezione trobadorica dell'amore e dei suoi riflessi nella creazione poetica", cioè quella peculiare sensibilità che "suscitò e immise nella poesia un gusto particolare per la sottile indagine psicologica, in cui confluiscono, in sintesi originale, la precettistica ovidiana, l'esperienza mistica forse non solo cristiana, la riflessione antropologica medievale".

#### Commedia elegiaca
Particolarmente significativo è ritenuto il dispiegarsi dell'influenza dei modelli poetici forniti da Ovidio, «in maniera a tratti invasiva», sulla cosiddetta commedia elegiaca (altrove chiamata anche commedia latina medievale), un anomalo e sparuto genere letterario in latino, la cui produzione artistica, a metà tra poesia e rappresentazione scenica, si esaurì in appena una ventina di componimenti: fiorito tra XII e XIII secolo, sviluppatosi soprattutto in Francia (in un'area più o meno circoscritta alla Valle della Loira), si estese poi all'Inghilterra, alla Germania, infine perfino alla distante Italia meridionale, con alcune manifestazioni ascrivibili all'ambiente letterario della corte siciliana di Federico II di Svevia.